# ニチダイ硬式野球部
ニチダイ硬式野球部（ニチダイこうしきやきゅうぶ）は、京都府京田辺市に本拠地を置き、日本野球連盟に加盟している社会人野球の企業チームである（練習グラウンドは、京都府綴喜郡宇治田原町に所在する）。
運営母体は、金型製造業中堅のニチダイ。

## 概要
1998年2月、金型製造業中堅のニチダイが自社グラウンドを建設したのを契機に軟式野球部を硬式野球部に転向し『ニチダイ硬式野球部』として創部。社業優先という制約があり、選手たちは全員工場のラインで現場業務に従事してから日々の練習に参加している。
2004年、これまで京滋奈地区では日本新薬、ミキハウス、日本IBM野洲（廃部）、三菱自動車京都（廃部）らに全国大会の出場を阻まれてきたが、同年の日本選手権近畿予選で、日本新薬らを撃破して全国大会初出場を果たした。
2006年、前年は都市対抗野球近畿予選でNOMOベースボールクラブに敗れあと1歩のところで本戦出場を逃したが、同年は都市対抗野球京滋奈2次予選で日本新薬を破って波に乗り、悲願の本戦出場を果たした。本戦では、1回戦でホンダと対戦し、1対11で8回コールド負けを喫している。
2007年以降は予選敗退が続き、さらに2008年にはチームを都市対抗野球初出場に導いた桑野議監督も退任するなど、年々チーム力の低下が顕著となっていた。
2012年、日本選手権近畿予選で三菱重工神戸相手に0-7から逆転サヨナラ勝ち、6大会ぶりの日本選手権出場を決めた。本戦では、西原圭大が日立製作所に2-0で完封勝ちを収め日本選手権で初勝利を挙げた。
2013年、都市対抗野球近畿地区予選で第4代表の座を確保し、7年ぶりの本戦出場を決めた。本戦では、西原がHonda熊本に1-0で完封勝利を収め、都市対抗野球で初勝利を挙げた。

## 設立・沿革
- 1998年 - 『ニチダイ硬式野球部』として創部。
- 2004年 - 日本選手権に初出場（初戦敗退）。
- 2006年 - 都市対抗野球に初出場（初戦敗退）。
- 2012年 - 日本選手権で初勝利（2回戦敗退）。
- 2013年 - 都市対抗野球で初勝利（2回戦敗退）。

## 主要大会の出場歴・最高成績
- 都市対抗野球大会 - 出場2回
- 社会人野球日本選手権大会 - 出場4回

## 主な出身プロ野球選手
- 西原圭大（投手） - 2013年ドラフト4位で広島東洋カープに入団

## 元プロ野球選手の競技者登録
- 西垣一（元：阪神タイガース） - 監督→退団
- 桑野議（元：阪神タイガース） - コーチ（2002年～2003年）→監督（2004年～2008年）→退団
- 野田浩司（元：オリックス・ブルーウェーブ、阪神タイガース） - コーチ（2005年～2008年）→退団
- 西原圭大（元：広島東洋カープ） - 投手・兼任コーチ（2017年～）→コーチ（2022年～）